# Gorgonzola (metrostation)
Gorgonzola is een metrostation in de Italiaanse plaats Gorgonzola dat werd geopend op 5 mei 1968 en wordt bediend door lijn 2 van de metro van Milaan.

## Geschiedenis
In 1959 werd een plan goedgekeurd om de interlokale tram tussen Milaan en het Addadal buiten de stad op vrije baan te brengen in verband met toenemende hinder van het overige wegverkeer. De vrije baan werd tussen 1962 en 1968 gebouwd tussen Gorgonzola en Cascina Gobba. Gorgonzola kreeg vier sporen langs twee eilandperrons in verband met de beoogde dienstregeling met sneltrams die een deel van de stations overslaan en gewone die stoppen bij alle tussenstations. De sneltramdienst op de vrije baan begon op 5 mei 1968, waarbij de interlokale trams ten oosten van het station langs de tramsremise werden geleid om de nieuwe route met het spoor ten oosten van Gorgonzola te verbinden. Op 4 december 1972 werd de vrije baan opgenomen in metrolijn 2 en kreeg Gorgonzala de functie van overstappunt tussen sneltram en metro. Pas toen bewezen de vier sporen hun nut omdat hiermee een soepele overstap mogelijk bleek. De functie als eindpunt van de metro bleek lastig te vervullen door een gebrek aan opstelsporen. Daarom werd in 1973 besloten de lijn te verlengen tot Gessate en daar ook een opstelterrein te bouwen. Hierbij werd een ongelijkvloerse aansluiting op remiseterrein gebouwd en tegelijk werd begonnen met de stapsgewijze ombouw van de remise tot metrodepot. De tramdienst ten oosten van Gorgonzola werd in 1978 vervangen door een busdienst en het inmiddels metrodepot werd in gebruik genomen. Hierna werden de buitenste sporen van het station buitengebruikgesteld en later opgebroken, de verlenging tot Gessate werd op 13 april 1985 geopend. 

## Ligging en inrichting
Het groots opgezette stationsgebouw ligt aan een stationsplein aan de zuidkant van het spoor. De stationshal op de eerste verdieping is met vaste trappen vanaf het plein bereikbaar. Achter de toegangspoortjes ligt een betonnen loopbrug die eveneens met vaste trappen met de perrons is verbonden. In 2020 is begonnen met groot onderhoud aan het station, waarbij aan de noordkant op de plaats van het vroegere noordelijke spoor een nieuwe toegang met liften bij de parkeerplaats aan de Via Ticino wordt gebouwd. Vlak ten oosten van de betonnen loopbrug ligt een tweede loopbrug die voor iedereen toegankelijk is en waarmee reizigers tussen de parkeerplaats en het stationsplein kunnen oversteken. Van de oorspronkelijke vier sporen zijn alleen nog de twee tussen de perrons aanwezig. Ten westen van de  perrons liggen twee paar overloopwissels zodat metrostellen uit de stad, indien nodig, op beide sporen kunnen keren. Ten oosten van de perrons ligt tussen de doorgaande sporen een derde spoor dat toegang biedt tot de inrit van het depot. Het zuidelijke spoor ligt daar op een talud zodat het verkeer tussen depot en station conflict vrij kan plaatsvinden. In verband met de ligging buiten Milaan zijn de interlokale tarieven van toepassing.  